# Tim Hanson
Tim Hanson (1968) è un ex sciatore alpino statunitense.

## Biografia
Slalomista puro originario di Afton, Hanson vinse la medaglia d'argento ai Campionati statunitensi 1991 e gareggiò fino al 1992; non ottenne piazzamenti in Coppa del Mondo né prese parte a rassegne olimpiche o iridate.

## Palmarès

### Campionati statunitensi
- 1 medaglia (dati parziali):
  - 1 argento (slalom speciale[3] nel 1991)